# 1924 في ألمانيا
فيما يلي قوائم الأحداث التي وقعت خلال عام 1924 في ألمانيا.

## سياسة

### تعيين في المنصب
- 4 مايو – جريجور ستراسر عضو مجلس الشورى الموحد بافاريا.

### انتهاء فترة المنصب
- 7 ديسمبر – جريجور ستراسر عضو مجلس الشورى الموحد بافاريا.

## ظهور
- 1 يناير – كلوب-متة مشروب غازي يحتوي على الكافيين وخلاصة المتة.

## كتب
من الكتب التي صدرت هذه السنة في ألمانيا:
- 1 يناير – جبال بحار وعمالقة من تأليف ألفرد دوبلن.

## مواليد

### يناير
- 24 يناير – لوري لودفيج كاتبة ألمانية.

### فبراير
- 16 فبراير – ميرل بوخنر متزحلقة جبال الألب ألمانية.
- 19 فبراير – هاينتس فريدريش رسام ونحات ألماني.
- 24 فبراير – اروين هارتمان فيزيائي ألماني.

### مارس
- 6 مارس – أوتمار فالتر لاعب كرة قدم ألماني.
- 21 مارس – هاري ليمان فيزيائي ألماني.
- 31 مارس – ألبرشت بيترز

### أبريل
- 19 أبريل – ويرنير كوهلمير لاعب كرة قدم ألماني.

### مايو
- 3 مايو – يهودا عميحاي شاعر إسرائيلي.
- 21 مايو – دوريس شايد ممثلة ألمانية.
- 23 مايو – كارلهاينز ديشنر

### يونيو
- 10 يونيو – فريدريش باور
- 20 يونيو – فريتز كونيغ نحات ألماني.

### أغسطس
- 15 أغسطس – هيدي إبستين
- 23 أغسطس – بول مولر رياضياتي ألماني.

### سبتمبر
- 16 سبتمبر – هانز بالتيسبيرجير متسابق دراجات نارية ألماني.
- 16 سبتمبر – هاينز مولر درّاج طريق ألماني.

### أكتوبر
- 11 أكتوبر – نورا شميت كاتبة ألمانية.

## وفيات

### يناير
- 13 يناير – جورج هيرمان كوينكه (مواليد 1834) فيزيائي ألماني.

### أبريل
- 9 أبريل – أندرياس فوس (مواليد 1857) عالم نبات ألماني.

### يونيو
- 22 يونيو – تيودور وولف (مواليد 1841)

### ديسمبر
- 21 ديسمبر – هنريك دريسار (مواليد 1860) كيميائي ألماني.